# Supremacia constitucional
La Supremacia Constitucional és un principi teòric del Dret constitucional que postula, originalment, situar a la Constitució d'un país jeràrquicament per sobre de totes les altres normes jurídiques, internes i externes, que puguen arribar a regir sobre eixe país. Això inclouria als tractats internacionals ratificats pel país i l'àmbit del qual l'aplicació puga ser també sobre les relacions jurídiques internes.

## Importància de la jerarquia del Dret internacional
Quan un Estat adhereix a un determinat tractat internacional, o s'incorpora a un bloc regional com la Unió Europea o el MERCOSUR ha d'enfrontar el problema de coordinar la normativa internacional sorgida d'eixos processos amb el seu propi ordenament intern. Si l'Estat atorga superior jerarquia a la seua pròpia Constitució podria deixar de complir amb un pacte internacional per una normativa que als altres Estats els resulta aliena, el que com a conseqüència pot implicar responsabilitat internacional per a l'Estat incomplidor.